# Нураги

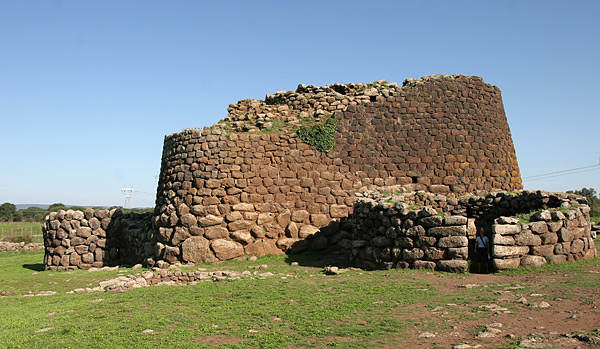
Нураг у пос. Лоса

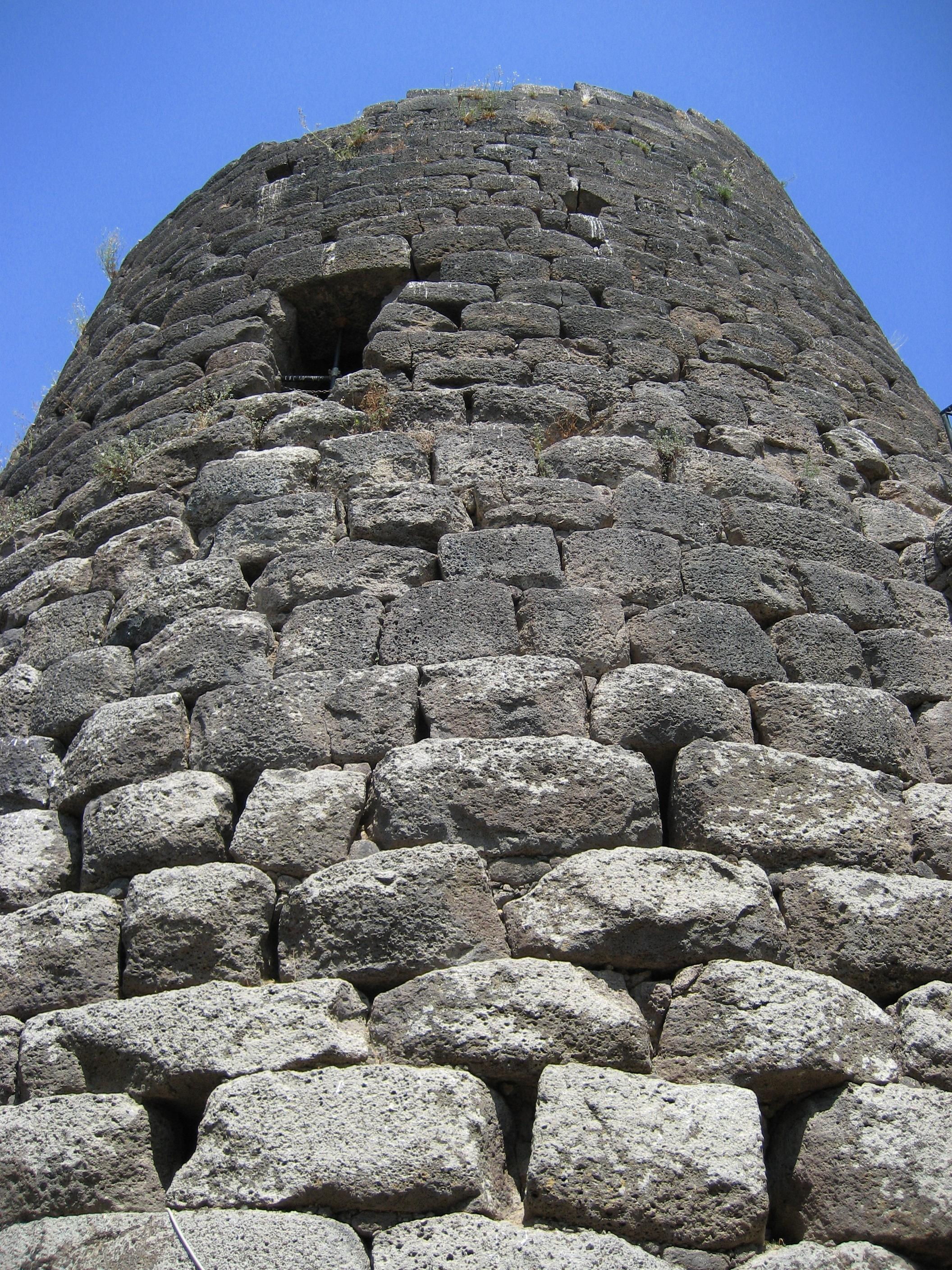
Центральная башня нурага Сант-Антине Торральба

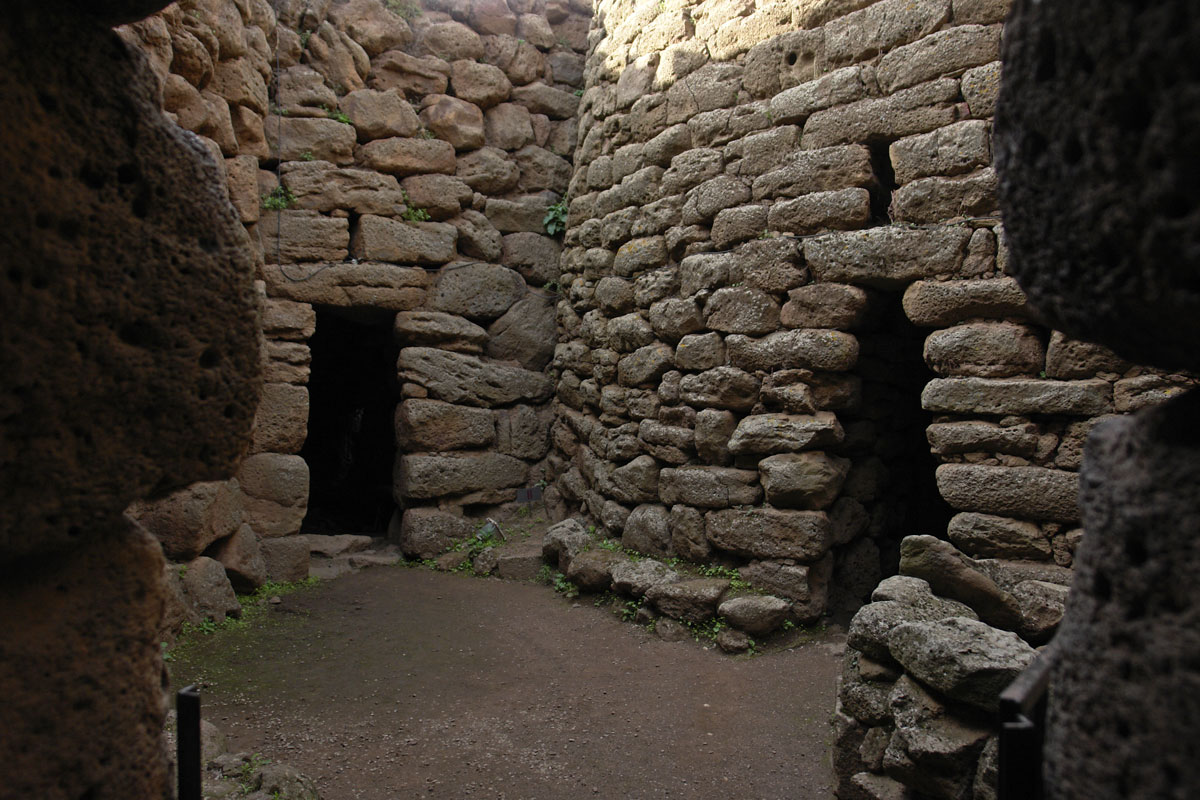
Нураг Аррубиу

Нураг, или нурага (итал. nuraghe, мн. ч. nuraghi) — тип каменной (пост-мегалитической) башни, распространённой на острове Сардиния со второй половины II тыс. до н. э. и до VIII столетия до н.э. Вокруг этих башен существовали небольшие деревни, встречаются также нураги и поселения вокруг них, окружённые овальными или четырехугольными стенами из дикого камня с бастионами.
Всего на острове учёными найдено около 7000—8000 нурагов и их руин (различие в количестве связано с постоянными новыми находками, а также с плохим состоянием некоторых из них). По оценкам, когда-то их количество могло достигать 20—30 тысяч. В основном нураги встречаются в северо-западной и южно-центральной частях острова. Есть комплексы из нескольких нурагов, в т. ч. укреплённых «бастионами» и стенами; близ нурагов нередко фиксируются каменные основания округлых в плане небольших построек.
Наиболее известным является комплекс Су-Нуракси-ди-Барумини, внесённый в список Всемирного наследия ЮНЕСКО. Среди других известных нурагов: Серра-Орриос, Альгеро, Тэрральба, Тискали, Макомер, Аббасанта, Орроли, Вилановафорру, Саррок, Ольбия.
Аналогичные нурагической культуры существовали в бронзовом веке на Балеарских островах (талайоты) и на Корсике (торре), а также на острове Пантеллерия (сесиоты).

## Происхождение и связи культуры нурагов
Античные авторы считали первым сардинским городом Нору, а его основателем — Норакса. В нурагический период Сардинию населяли балары, иолаи, корсы. Говорили они, как принято считать, на нурагическом языке.
Сардиния изобиловала крупными каменными сооружениями ещё в донурагический период, в 3 тыс. до н. э. (см. Домус-де-Джанас, Гробницы гигантов). В это время на Сардинии существовали развитые культуры Арцакена и Оциери.
В конце 2 тыс. до н. э., предположительно в результате вторжения народа из Восточного Средиземноморья, обладавшего развитыми познаниями в металлургии, местная мегалитическая культура трансформируется, и вместо богато раскрашенных, но примитивных по архитектуре гробниц возникают многочисленные нураги. Античная традиция связывает эти преобразования с миграцией баларов из региона северо-восточной Иберии (Сердань), где в античный период обитали сордоны и керетаны.
Первичные, примитивные протонураги и/или псевдонураги относятся к археологическим культурам Боннанаро (ок. 1800/1700–1500 гг. до н. э.) и Суб-Боннанаро (букв. «после Боннанаро») — первая культура относилась к донурагическому населению, тогда как вторая, по-видимому, была непосредственным предком культуры строителей нурагов).
Спорным является вопрос о связи строителей нурагов с шардана, одним из народов моря. Происхождение и этническая принадлежность строителей нурагов непонятны, хотя с большой уверенностью они не были индоевропейцами.
По мнению А. И. Немировского, не получившему широкой поддержки, Сардиния в эпоху строительства нурагов была промежуточным пунктом миграции предков этрусков из Малой Азии в Италию. Изделия искусства нурагической культуры действительно обнаруживают сходство как с этрусским искусством, так и с изделиями Восточного Средиземноморья.

## Архитектура и возможное назначение

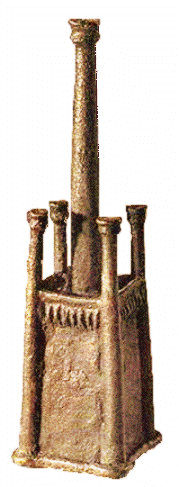
Бронзовая модель нурага

Нураги сложены из камня без связующего раствора, имеют довольно толстые стены и сравнительно небольшие конусовидные внутренние помещения. Типичный нураг расположен на равнине с панорамным обзором и имеет форму усечённой конической башни, напоминающей пчелиный улей. Сооружение не имеет фундамента и стоит только за счёт общей массы собственных камней. Вес отдельных камней в нурагах может достигать нескольких тонн. Часто имеют два и более этажа, некоторые нураги достигают 20 метров в высоту. В нурагах наличествовали низкие двери, внутренние лестницы, верхние площадки.
Назначение нурагов остаётся непонятным: по мнению специалистов, это могли быть храмы, обычные жилища, резиденции правителей, военные укрепления, места встречи вождей, либо эти функции могли сочетаться. Некоторые из нурагов расположены в стратегически важных местах, из которых можно было контролировать важные дороги.
Несомненно, нураги имели символическое значение. Небольшие модели нурагов были обнаружены при раскопках святилищ (например, в храме-лабиринте Су-Романеску около Битти в центральной части Сардинии).
Нураги следует отличать от «гробниц гигантов», возникших при предшествующих культурах, однако, возможно, продолжавших сооружаться строителями нурагов. Некоторые авторы отличают от нурагов так называемые «нурагические селения», в которых имеется коридор или система коридоров. Среди других древних сооружений Сардинии следует упомянуть священные жилища, «священные колодцы», святилища и пристройки.
По мнению этрусколога Массимо Паллоттино, архитектура нурагической культуры была наиболее «продвинутой» в западном Средиземноморье своего времени, превосходя по сложности конструкций даже здания Великой Греции.

## Исследование и датировка
Итальянская историческая наука долгое время не проявляла большого интереса к археологии Сардинии, хотя «чёрные археологи» ценили бронзовые статуэтки нурагической культуры и нелегально вывозили их за пределы Италии. Из около 8 тыс. существующих нурагов подавляющее большинство ещё ждёт серьёзного археологического исследования.
Датировка сооружения нурагов является спорной; некоторые «протонураги» датируются серединой 4-го тыс. до н. э., то есть временем до возникновения нурагической культуры, однако большинство было сооружено в период среднего бронзового века, XVIII—XV века до н. э., или же в поздний бронзовый век. Нураги продолжали использоваться до вторжения римлян во II веке до н. э. Спорность датировки нурагов не позволяет выстроить однозначную хронологию древней истории Сардинии.
Среди зарубежных исследователей нурагов наиболее известны М. Паллоттино и Дж. Лиллиу. В России нурагической проблемой занимались А. И. Немировский и его ученица Т. П. Кац.

## Скульптура
Нурагическая цивилизация достигла довольно высокого уровня в металлургии — их бронзовые изделия были распространены в Средиземноморье.
Характерными для нурагической культуры являются бронзовые статуэтки, известные как «бронзетто». Типичные сюжеты статуэток: изображения вождей, охотников или борцов, животных, реже — женщин. Технология исполнения бронзовых статуэток чужда другим синхронным культурам Западного Средиземноморья, и в то же время имеет чёткие синхронные аналоги на Кипре и в Леванте (а также более поздние в Иберии).
Нурагическое искусство включает резьбу по камню и статуэтки, изображающие женские божества (Танит, основное божество — богиня); с другой стороны, нередко данные статуэтки рассматриваются как результат влияния финикийцев.

## Палеогенетика
У образцов Нурагического периода обнаружили митохондрильные гаплогруппы J1c3, J2b1a, K1a4a1, H1, H1e1a, H3, H3ay, H5a, T2b3, T2b3a, V и Y-хромосомные гаплогруппы G2a2b2b1a1, G2a2b2b1a1a, I2a1b1, J2b2a1, R1b1b, R1b1b2a. Наиболее часто встречающаяся в настоящее время западноевропейская Y-хромосомная гаплогруппа R1b-M269, которую переселенцы принесли в Британию и Иберию около 2500—2000 лет до н. э., отсутствует в сардинской выборке в течение Нурагического периода (1200—1000 до н. э.). Появление на острове нураг не совпало с появлением на Сардинии каких-либо новых генетических линий.